# Sobieradz (II)
Sobieradz (II) – nieczynny i zlikwidowany przystanek kolejowy położony w Sobieradzu, w powiecie gryfińskim, w województwie zachodniopomorskim, w Polsce.